# Black Mountain, Australian Capital Territory
Black Mountain är ett berg i Australien. Det ligger i territoriet Australian Capital Territory, i den sydöstra delen av landet, i huvudstaden Canberra. Toppen på Black Mountain är 812 meter över havet, eller 214 meter över den omgivande terrängen. Bredden vid basen är 10,5 km.
Runt Black Mountain är det tätbefolkat, med 356 invånare per kvadratkilometer.. Närmaste större samhälle är Canberra, nära Black Mountain. 
Runt Black Mountain är det i huvudsak tätbebyggt. Genomsnittlig årsnederbörd är 990 millimeter. Den regnigaste månaden är februari, med i genomsnitt 169 mm nederbörd, och den torraste är maj, med 39 mm nederbörd.